# 封印映像
封印映像（ふういんえいぞう）とはアットエンタテインメントとパノラマが発売・制作するオリジナルビデオシリーズ。
初代監修は児玉和土。7巻〜10巻まで浦田暁生、11巻〜現在まで鬼塚リュウジンが監修を務めている。
衛星一般放送事業者によって、エンタメ〜テレ（スカパー720ch）でテレビ放送がされている。

## 概要
2巻までのキャッチコピーとして「『ほんとにあった！呪いのビデオ』スタッフが新たに世に解き放つ、禁断の映像集」とあり、その謳い文句の通り『ほんとにあった！呪いのビデオ』で構成・演出を務める児玉和土が本シリーズの初代監修を行い、編集に演出補として活躍した岩澤宏樹が起用された。
児玉はその後6巻まで同作品に携わった。児玉和土が監修を辞任した後、7巻〜10巻まで浦田暁生 11巻から現在まで鬼塚リュウジンが本作品の監修を務めている。
封印映像はいわゆる「お蔵入り」と言われる封印作品とされるものをテーマとした映像集であり、その為、紹介される映像の種類は必ずしも「心霊現象」とは限らない。したがって、傷害事件や自殺などの霊以外の要素の映像とされるものも含まれる。作品の流れとしては、映像が紹介される前に映像提供者（投稿者）とレポーターが必ず対話を行う形式を取っている。その際に映像に纏わる事情を聞く事から始まる。周辺で不可解な現象に見舞われるものや、何らかの原因で映像をお蔵入りにさせてしまったなどの映像提供者からの詳細を聞いた後に「封印された映像」を流す。
これらの作風に関しては初代の監督である児玉が企画したものであり、後に児玉は『ほんとにあった！呪いのビデオ』のように、単にホームビデオを見せてその中に心霊現象と思しき個所が映っているものを流すだけでなく、『封印映像』シリーズはドキュメント形式のホラー短編ドラマのようなオムニバスのようなものを目指したと語っている。
作品のナレーションにも一風変わった特徴があり、他の心霊ドキュメント作品などでは男性が低い声で語るようなナレーションがお決まりとなっているが、本シリーズでは女性のナレーションが採用されている。又、ナレーションは必要最低限しか使われないのも特徴であり、視聴者が必要な情報はほとんどテロップの表示や映像提供者が話す内容に含まれる。紹介される映像が「封印された映像」と言う特性からか、1話辺りが比較的尺を長く収録されているのも特徴であり、お蔵入りになった原因である「問題の箇所」が映し出されるまでに思いのほか長い時間を要するものもあれば、最初に「1つ目の問題の箇所」を見せた後に映像提供者やその関係者とのやり取りをレポートした後に「別の問題の箇所」を流すなど従来の心霊ドキュメントとは一風変わった手法を取る事もしばしばである。
又、映像提供者とのやり取りよりも「封印された映像」に比重を置いた尺の取り方をしているのも特徴である。
「問題の箇所」についてはリプレイが行われる。リプレイが複数回行われる場合は拡大、スローモーションなどの画像処理を行い、核心部分で静止してSEが流れる。尚、効果音のいくつかは『ほんとにあった！呪いのビデオ』シリーズでも使用されたものが使われている。
本シリーズの最大の特徴が「オチ」である。オチにも様々な理由があり、それが映像が封印された理由であったり、映像内に行方不明者や死者が発生している場合の元凶であったり、呪いと言っても過言ではないほどのそれに限りなく近いオチであったりと、一種の怪談のような話のしめ方を連想させる。 
これら「封印された映像」が1巻辺り5話収録されている。そのうち1話のタイトルが本シリーズのサブタイトルとして使用されている。

## 作品関係者
児玉和土
実質上の監督で、本シリーズの1巻から6巻までの監修を行っていた。『ほんとにあった！呪いのビデオ』シリーズ以外にも『口裂け女０』、『リアル隠れんぼ』、『闇動画』などホラー作品の監督、構成・演出を行っている。
岩澤宏樹
本シリーズ編集を行っている。児玉と同じく『ほんとにあった！呪いのビデオ』シリーズで活躍した演出補であった。『封印映像2　呪殺の記録』では映像提供者との対話も行った。2巻で本シリーズを辞めた後は『ほんとにあった！呪いのビデオ』シリーズに復帰し、同シリーズの構成・演出（実質上の監督）に出世した。
浦田暁生
7巻より児玉に代わって監修を務める。
鬼塚リュウジン
再恐スペシャルより浦田に代わって監修を務める。
山田
1巻から10巻まで本作品のインタビュアー兼ナレーションを務めた女性。作品中で「山田」と姓が語られるシーンがあるものの、名は不明。
封印映像スタッフ 田中（細江祐子）
11巻から現在まで本作品のインタビュアー兼ナレーションを務めている女性。作品中で「封印映像スタッフ 田中」とテロップで表示されている。
封印映像スタッフ 玉置（阿久津美咲）
32巻から登場する女性スタッフ。

## 作品一覧
1巻から27巻まで5話収録され、28巻から現在では4話収録されている。尺は約60分。
| 作品名 サブタイトル                                 | 発売日           | 監修           | 音楽・音響効果 | タイトル | コメント |
| --------------------------------------------------- | ---------------- | -------------- | -------------- | --- | --- |
| 封印映像 『呪われた森』                             | 2010年 04月28日  | 児玉和土       | 荒井佑         | 「ダンス・スタジオ」 | 都内某所のダンス・スタジオに設置されていた防犯カメラの映像。少女はそこに映った直後、母親にも告げず謎の失踪を遂げた...。 |
| 封印映像 『呪われた森』                             | 2010年 04月28日  | 児玉和土       | 荒井佑         | 「よつんばい」 | 某ローカルTVに眠っていた、バラエティ番組の映像。女性レポーターは、「よつんばいで走る女」の噂を追って取材を行うが...。 |
| 封印映像 『呪われた森』                             | 2010年 04月28日  | 児玉和土       | 荒井佑         | 「スプーン女」 | 常連の投稿者から出版社へ送られてきた、女性の盗撮映像。ストーカーのように追いまわすカメラの存在に、女性は気づき...。 |
| 封印映像 『呪われた森』                             | 2010年 04月28日  | 児玉和土       | 荒井佑         | 「影整形」 | 部活の合宿で撮影された、視聴者からの投稿映像。途中で止めてしまうと危険だと言われるおまじないを行った少女に異変が...。 |
| 封印映像 『呪われた森』                             | 2010年 04月28日  | 児玉和土       | 荒井佑         | 「呪われた森」 | あるグラビア・アイドルが出演した、心霊スポットを探検するホラーDVD。怪奇現象が度々目撃される森で、彼女は手持ちカメラを持たされ置き去りに。 |
| 封印映像2 『呪殺の記録』                            | 2010年 07月07日  | 児玉和土       | 荒井佑         | 「怨念人形」 | 携帯電話のカメラで撮影された映像に写るのは、誕生日を祝ってもらっている幼い少女。家族での楽しいパーティーが、祖母がプレゼントした古い日本人形により一変する...。 |
| 封印映像2 『呪殺の記録』                            | 2010年 07月07日  | 児玉和土       | 荒井佑         | 「アイドル撮影会」 | あるグラビア・アイドルのファンによる写真撮影会。順番を待ちきれないファンの一人が、スタッフを驚愕させる異常な行動に出る。 |
| 封印映像2 『呪殺の記録』                            | 2010年 07月07日  | 児玉和土       | 荒井佑         | 「呪殺の記録」 | 故・超能力者の娘が念写が出来るということで、取材をするテレビ局のスタッフ。彼女の被写体になったプロデューサーが映し出された写真は、恐ろしいことに...。 |
| 封印映像2 『呪殺の記録』                            | 2010年 07月07日  | 児玉和土       | 荒井佑         | 「家探し」 | 新婚夫婦が新居探しのため、不動産業者と訪れた古い一軒家。ハンドカメラで内部を撮影していた妻が、不可解なものをビデオに収めてしまう。 |
| 封印映像2 『呪殺の記録』                            | 2010年 07月07日  | 児玉和土       | 荒井佑         | 「廃墟探訪」 | 廃墟紹介番組の撮影で現場を訪れたナビゲーターの男性とスタッフ一同。そこで自殺死体を発見してしまったことから、次々と変死を遂げる者が...。 |
| 封印映像3 『廃トンネルの呪い』                      | 2011年 04月06日  | 児玉和土       | 荒井佑         | 「赤い服の女」 | 大学が貸し出しているビデオカメラのバッグに置き忘れられた一本のテープ。廃屋を映したその映像に、半透明の「赤い服を着た女」が映っていた。 |
| 封印映像3 『廃トンネルの呪い』                      | 2011年 04月06日  | 児玉和土       | 荒井佑         | 「のぞき」 | 販売目的で盗撮された「カーセックス」映像。撮影に気づいた男女が怒り出し、車から降りて撮影者を問い詰める中、不可解な出来事が起こる。 |
| 封印映像3 『廃トンネルの呪い』                      | 2011年 04月06日  | 児玉和土       | 荒井佑         | 「特殊清掃」 | 「特殊清掃」の現場を隠し撮りした映像が持込まれた。ゴミに溢れたアパートの一室で、カメラはミイラ化した遺体をとらえていた。 |
| 封印映像3 『廃トンネルの呪い』                      | 2011年 04月06日  | 児玉和土       | 荒井佑         | 「廃屋の呪術」 | あるバラエティ番組で心霊写真を募集し、霊能者が最も怖いものを選ぶという企画。応募者と電話で話した後に霊能者は吐血し謎の死を遂げる...。 |
| 封印映像3 『廃トンネルの呪い』                      | 2011年 04月06日  | 児玉和土       | 荒井佑         | 「廃トンネルの呪い」 | ある心霊番組の撮影で廃トンネルを訪れたアイドル2人。トンネル内で女性が3回クラクションを鳴らすと「何か」が起こるという噂は本当なのか...。 |
| 封印映像4 『犬神の呪術』                            | 2011年 06月03日  | 児玉和土       | 荒井佑         | 「恋愛の代償」 | 結婚が決まった男性が、披露宴で上映するために未来の妻に向けてのメッセージを撮影中、「何か」が屋上から落下してくる...。 |
| 封印映像4 『犬神の呪術』                            | 2011年 06月03日  | 児玉和土       | 荒井佑         | 「かごめかごめ」 | 深夜3:33に「かごめかごめ」を動画検索をすると、いつもは出てこない動画が出てくるという都市伝説をTV番組で検証していると...。 |
| 封印映像4 『犬神の呪術』                            | 2011年 06月03日  | 児玉和土       | 荒井佑         | 「鉄道模型」 | 投稿者からある出版社に送られてきた映像。幼くして命を落とした弟が鉄道模型で遊ぶ、その映像の中に映りこんでいたものとは...。 |
| 封印映像4 『犬神の呪術』                            | 2011年 06月03日  | 児玉和土       | 荒井佑         | 「練炭自殺の現場」 | 死体マニア向けに販売されるはずだった「練炭集団自殺」の盗撮映像。しかし、撮影者はその後自殺、残された映像には不可解な点が...。 |
| 封印映像4 『犬神の呪術』                            | 2011年 06月03日  | 児玉和土       | 荒井佑         | 「犬神の呪法」 | あるAVビデオのオーディションにて。審査中に下着を取ること強要された女性が、審査終了後、AV監督にあるプレゼントを手渡すのだが...。 |
| 封印映像5 『ラブホテルの怨念』                      | 2011年 07月06日  | 児玉和土       | 荒井佑         | 「ドッキリ」 | 廃校で肝試しをしていた大学生グループ。ビデオカメラを手に教室へ向かった女子大生の悲鳴が聞こえ、大成功に思えた企画だったのだが...。 |
| 封印映像5 『ラブホテルの怨念』                      | 2011年 07月06日  | 児玉和土       | 荒井佑         | 「家族の肖像」 | 美大の課題として「家族」をテーマに撮影された映像。引きこもりがちだった兄を映した映像に、不可解なものが映りこんでいた。 |
| 封印映像5 『ラブホテルの怨念』                      | 2011年 07月06日  | 児玉和土       | 荒井佑         | 「初詣」 | 深夜、初詣に訪れたカップル。人気のない神社で、何かを強く打ち付ける音が響く。音のなるほうへ向かうとそこには狂気に満ちた人間の姿が...！ |
| 封印映像5 『ラブホテルの怨念』                      | 2011年 07月06日  | 児玉和土       | 荒井佑         | 「廃ビル」 | 廃ビル内に残された1台のカメラ。数人の若者が廃ビル内を探検する映像が収められていたが、その映像には不可解なものが映し出されていた。 |
| 封印映像5 『ラブホテルの怨念』                      | 2011年 07月06日  | 児玉和土       | 荒井佑         | 「ラブホテルの怨念」 | ラブホテルの一室で発見された1台のカメラ。出会い系で知り合ったと思われる男女の様子が映し出されていたが、部屋の中に「もう1人」の気配が。 |
| 封印映像6 『呪いのパワースポット』                  | 2011年 08月03日  | 児玉和土       | 荒井佑         | 「悪魔祓い」 | 新興宗教団体に潜入取材を行った際にメガネに内蔵された小型カメラが捉えた映像。そこでは信じがたい行為が繰り広げられていた...。 |
| 封印映像6 『呪いのパワースポット』                  | 2011年 08月03日  | 児玉和土       | 荒井佑         | 「海辺の女」 | 海辺で水着姿の女の子たちを隠し撮りした男子学生たちに異変が起こる。そして、その隠し撮り映像には不可解なものが映っていた。 |
| 封印映像6 『呪いのパワースポット』                  | 2011年 08月03日  | 児玉和土       | 荒井佑         | 「浮気調査」 | 興信所に寄せられた夫の浮気調査依頼。調査員は夫があるアパートに出入りしているところを突き止め、その部屋へ侵入を試みたが...。 |
| 封印映像6 『呪いのパワースポット』                  | 2011年 08月03日  | 児玉和土       | 荒井佑         | 「先導者」 | 男子が大勢で「首切り」という心霊スポットを巡る肝試しをした時の映像。突如「帰る」と言い出した2人は、帰路でバイクの事故で死んでしまい...。 |
| 封印映像6 『呪いのパワースポット』                  | 2011年 08月03日  | 児玉和土       | 荒井佑         | 「呪いのパワースポット」 | パワースポットを紹介するDVDの撮影にて。ナビゲーターを務める女優が洞窟の中で木箱に入った「奇妙な骨」を発見する。 |
| 封印映像7 『練炭自殺の女』                          | 2012年 03月02日  | 浦田暁生       | 荒井佑         | 「練炭自殺の女」 | 「封印映像4」に収録された「練炭自殺の現場」、その映像の中で不可解な行動をとったあの女が、また姿を現した...。 |
| 封印映像7 『練炭自殺の女』                          | 2012年 03月02日  | 浦田暁生       | 荒井佑         | 「傷」 | 山中の貸別荘ではしゃぐ、ある女子大生グループ。その中のひとり、霊感の強い子が、「何か」がいると言い出して...。 |
| 封印映像7 『練炭自殺の女』                          | 2012年 03月02日  | 浦田暁生       | 荒井佑         | 「人形使い」 | TV局に送られてきた、心霊サークルが行った実験映像。霊が憑りついた人形が動くという現象を、映像に収めようとしていた。 |
| 封印映像7 『練炭自殺の女』                          | 2012年 03月02日  | 浦田暁生       | 荒井佑         | 「舞台霊」 | とある演劇グループが小さな貸ホールで稽古している映像。その映像の中に、不可解なモノが映っていた...。 |
| 封印映像7 『練炭自殺の女』                          | 2012年 03月02日  | 浦田暁生       | 荒井佑         | 「交換日記」 | 小学生の頃にやりとりしていた「交換日記」。10年以上前に終わったはずのその「相手」から、突然書類封筒が届いた...。 |
| 封印映像8 『自傷女王』                              | 2012年 06月06日  | 浦田暁生       | 荒井佑         | 「リダイアル」 | 捨ててあった携帯電話を興味本位で拾ってしまった専門学校生。携帯電話の中にはひとつの動画とひとつの番号が残されていて...。 |
| 封印映像8 『自傷女王』                              | 2012年 06月06日  | 浦田暁生       | 荒井佑         | 「前世療法」 | 地方ＴＶ局の番組内で行われた前世療法の実験映像。数日後にある衝撃的な事件が起こり、その収録映像はお蔵入りとなってしまう...。 |
| 封印映像8 『自傷女王』                              | 2012年 06月06日  | 浦田暁生       | 荒井佑         | 「DEVIL TUBE」 | ネットの掲示板裏サイトで話題になったある動画。その動画をすべて見た者には必ず「予期せぬ死」が訪れるという...。 |
| 封印映像8 『自傷女王』                              | 2012年 06月06日  | 浦田暁生       | 荒井佑         | 「カラオケ」 | 女子高生グループからの投稿映像。カラオケ店にて遊びで撮影した映像の中に、不可解なものが映り込んでいた。 |
| 封印映像8 『自傷女王』                              | 2012年 06月06日  | 浦田暁生       | 荒井佑         | 「自傷女王」 | ある動画サイトですぐに削除された、いわくつきの動画。自分を刃物で傷つける様子をネット中継している最中に、信じられない事態が発生する...！ |
| 封印映像9 『制服の怨念』                            | 2012年 07月04日  | 浦田暁生       | 荒井佑         | 「車載カメラ」 | 夜道で起きたひき逃げの現場をタクシーの車載カメラが偶然捉えた映像。道端に血まみれで倒れている女性を発見した運転手だが...。 |
| 封印映像9 『制服の怨念』                            | 2012年 07月04日  | 浦田暁生       | 荒井佑         | 「制服の怨念」 | 摘発された「女子高生ののぞき部屋」を取材したあるドキュメンタリー番組。しかしその番組はある理由によりお蔵入りとなっていた...。 |
| 封印映像9 『制服の怨念』                            | 2012年 07月04日  | 浦田暁生       | 荒井佑         | 「奇妙な影」 | 専門学校に通う投稿者が、課題で撮りためていたという、身近な街を映した映像。平凡な日常の中に、とんでもないものが映りこんでいた...。 |
| 封印映像9 『制服の怨念』                            | 2012年 07月04日  | 浦田暁生       | 荒井佑         | 「猿の手」 | ハロウィンの夜に若者たちが開いたパーティの映像。トレーに載せられた「奇妙なもの」を囲んである儀式を執り行っていた...。 |
| 封印映像9 『制服の怨念』                            | 2012年 07月04日  | 浦田暁生       | 荒井佑         | 「八尺様」 | 地方のテレビ局が情報番組のタイトルバックに撮影してた映像に、奇妙なモノが映りこんでいた...。 |
| 封印映像10 『呪われた同窓会』                       | 2012年 08月03日  | 浦田暁生       | 荒井佑         | 「鏡の住人」 | アンティークの鏡から夜中に声が聞こえると相談してきた女性。霊能者の指示で、部屋にカメラを設置したその映像に、とんでもないモノが...！ |
| 封印映像10 『呪われた同窓会』                       | 2012年 08月03日  | 浦田暁生       | 荒井佑         | 「赤ずきんちゃん」 | ある学校のエレベーターの監視カメラ映像。その監視カメラはいつも乗っている赤いフードをかぶった奇妙な女の子の衝撃的な映像を捉えていた。 |
| 封印映像10 『呪われた同窓会』                       | 2012年 08月03日  | 浦田暁生       | 荒井佑         | 「カーテンの中」 | マンション2階に住む女性を盗撮していた投稿者。しかしある日、その盗撮映像の中に制服を着た警官が現れ...。 |
| 封印映像10 『呪われた同窓会』                       | 2012年 08月03日  | 浦田暁生       | 荒井佑         | 「漫画喫茶F-6号室」 | 大学生から投稿されてきた映像。「出る」と噂されていたある漫画喫茶のある号室。そこで一晩を過ごし、撮影を試みた大学生が捉えたものとは！ |
| 封印映像10 『呪われた同窓会』                       | 2012年 08月03日  | 浦田暁生       | 荒井佑         | 「呪われた同窓会」 | 同窓会で若者が楽しそうにはしゃぐ映像。映像を投稿してきた幹事の男性は、送ったはずのない人から「出席します」のメールを受け取っていた。 |
| 封印映像 『再恐スペシャル』                         | 2012年 012月05日 | 鬼塚リュウジン | 荒井佑         | 「家探し」 | 「封印映像2」収録 投稿映像に映っていた女性を訪ねると、彼女はとんでもない不幸に見舞われていた…。 |
| 封印映像 『再恐スペシャル』                         | 2012年 012月05日 | 鬼塚リュウジン | 荒井佑         | 「練炭自殺の現場」 | 「封印映像4」収録 あの謎の女性が大学時代の同級生なのではないかと言うひとりの男性が、我々取材スタッフのものへやってきた。 |
| 封印映像 『再恐スペシャル』                         | 2012年 012月05日 | 鬼塚リュウジン | 荒井佑         | 「廃ビル」 | 「封印映像5」収録 この投稿映像にはもうひとつ、不可解な点が。再検証すべく、再度廃ビルを訪れると…。 |
| 封印映像 『再恐スペシャル』                         | 2012年 012月05日 | 鬼塚リュウジン | 荒井佑         | 「呪いのパワースポット」 | 「封印映像6」収録 当時取材中に怪我を負ったレポーターに、事故の様子を聞くと、恐ろしい事実が浮かび上がる。 |
| 封印映像 『再恐スペシャル』                         | 2012年 012月05日 | 鬼塚リュウジン | 荒井佑         | 「廃トンネルの呪い」 | 「封印映像3」収録 あの番組プロデューサーが自殺したという一報が取材スタッフのもとに入る。調べてみると更なる恐ろしい事実が…。 |
| 封印映像 『再恐スペシャル』                         | 2012年 012月05日 | 鬼塚リュウジン | 荒井佑         | *それぞれの投稿映像本編の後に再検証・追加取材映像（各3分～6分）を収録しています | |
| 封印映像11 『天井裏の呪念』                         | 2013年 03月06日  | 鬼塚リュウジン | 荒井佑         | 「殺して」 | 地方のTV局で働くディレクターから、いわくつきのVHSが投稿されてきた。自殺の瞬間が映ってしまっているというのだ...。 |
| 封印映像11 『天井裏の呪念』                         | 2013年 03月06日  | 鬼塚リュウジン | 荒井佑         | 「テガタ」 | 都内で一人暮らしをする弟宅を訪問した姉。田舎に住む両親にあてたメッセージビデオを撮影中に、不可解なことが次々と起こる。 |
| 封印映像11 『天井裏の呪念』                         | 2013年 03月06日  | 鬼塚リュウジン | 荒井佑         | 「黒み」 | 警備会社の監視カメラが捉えた映像。深夜のオフィスビルを巡回していた警備員が、壁から伸びる無数の「何か」に引きずり込まれていた...！ |
| 封印映像11 『天井裏の呪念』                         | 2013年 03月06日  | 鬼塚リュウジン | 荒井佑         | 「軋む声」 | キャンプ中に「人の足のようなモノ」を目撃した女性。時を同じくして、「ジージ―」という耳鳴りが聞こえるようになる。 |
| 封印映像11 『天井裏の呪念』                         | 2013年 03月06日  | 鬼塚リュウジン | 荒井佑         | 「天井裏の呪念」 | 失踪した兄が残していった複数のテープ。制作会社に勤めていた兄が心霊スポット取材を行うその映像には、信じがたい光景が映し出されていた！ |
| 封印映像12 『ひとりかくれんぼ』                     | 2013年 06月05日  | 鬼塚リュウジン | 荒井佑         | 「呪顔」 | 数年前に地方のTV局で放送されるはずだったバラエティ番組の映像。ひとりのアイドルが撮影中に、想像を絶する怪異にみまわれる...。 |
| 封印映像12 『ひとりかくれんぼ』                     | 2013年 06月05日  | 鬼塚リュウジン | 荒井佑         | 「道ズレ」 | 新車を買ったばかりの男性が友人と夜ドライブに出かけた際に撮った映像。事故現場を偶然目撃し、轢かれた女性を救助に向かうが、その後信じがたい事が！！ |
| 封印映像12 『ひとりかくれんぼ』                     | 2013年 06月05日  | 鬼塚リュウジン | 荒井佑         | 「廃墟の女」 | ホラー映画のロケハンの様子を映した映像。しかしその企画は流れてしまったという。後に助監督が亡くなり、その後も関わったスタッフに事故や不幸が重なったという。 |
| 封印映像12 『ひとりかくれんぼ』                     | 2013年 06月05日  | 鬼塚リュウジン | 荒井佑         | 「姿見」 | 投稿者はカメラを買ったばかりでテストのつもりで、友人の家で飲み会をしている時に撮影をしていたという。その飲み会の途中で突然玄関のチャイムがなり...。 |
| 封印映像12 『ひとりかくれんぼ』                     | 2013年 06月05日  | 鬼塚リュウジン | 荒井佑         | 「ひとりかくれんぼ」 | コックリさんと同様、一種の降霊術としてインターネットの掲示板に詳細な方法が紹介されている「ひとりかくれんぼ」。その実際の術の撮影中にとんでもないことが...！ |
| 封印映像13 『黒電話の呪文』                         | 2013年 07月03日  | 鬼塚リュウジン | 荒井佑         | 「古着」 | 休日のデートでショッピングに出かけたカップル。古着のコートを購入した男性が、家に帰って試着していると、ありえない事態が起こる。 |
| 封印映像13 『黒電話の呪文』                         | 2013年 07月03日  | 鬼塚リュウジン | 荒井佑         | 「三つ目」 | 映像学校に通っていた投稿者が課題制作中に偶然撮影した映像に「異形」の子どもが映り込んでいた...！ |
| 封印映像13 『黒電話の呪文』                         | 2013年 07月03日  | 鬼塚リュウジン | 荒井佑         | 「ブチャルナ」 | 野生動物カメラマンからの投稿映像。夜中の野生動物の映像を撮影中、暗視カメラが捉えたものとは...。 |
| 封印映像13 『黒電話の呪文』                         | 2013年 07月03日  | 鬼塚リュウジン | 荒井佑         | 「弁天池」 | 幼い兄弟が映された20年くらい前のホームビデオ。池の近くで虫取りをする兄弟の後方に異界のものが映り込んでいた...。 |
| 封印映像13 『黒電話の呪文』                         | 2013年 07月03日  | 鬼塚リュウジン | 荒井佑         | 「黒電話の呪文」 | 未解決事件や心霊現象の検証番組撮影中に、信じがたい事態が発生する。お蔵入りになってしまった番組映像の全貌が明らかになる...！ |
| 封印映像14 『猫塚の呪い』                           | 2013年 08月02日  | 鬼塚リュウジン | 荒井佑         | 「首」 | お蔵入りになってしまった番組映像。突如女性レポーターを映した映像にノイズが走り、嘔吐してしまう。その撮影場所はいわくつきの場所だった...。 |
| 封印映像14 『猫塚の呪い』                           | 2013年 08月02日  | 鬼塚リュウジン | 荒井佑         | 「落書き」 | リフォーム業者が床下工事の作業工程を撮影した映像の中に映し出された壁一面の落書き。その後の調査により恐ろしい事実が浮かびあがる...。 |
| 封印映像14 『猫塚の呪い』                           | 2013年 08月02日  | 鬼塚リュウジン | 荒井佑         | 「壊れた家族」 | 高校生のバスケットボールの試合を撮影した映像。試合に出ていた投稿者は大人になってこの映像を見返していると、奇妙なものが映っていることに気づく。 |
| 封印映像14 『猫塚の呪い』                           | 2013年 08月02日  | 鬼塚リュウジン | 荒井佑         | 「騒音被害」 | 中古カメラに残されたSDカードに記録された映像。騒音被害を訴える男性が発狂して失踪。場所をつきとめたスタッフがそのマンションに赴くと...。 |
| 封印映像14 『猫塚の呪い』                           | 2013年 08月02日  | 鬼塚リュウジン | 荒井佑         | 「猫塚の呪い」 | 忘年会の後、友人宅に集まった3人。酔った3人はつまみを作ろうと料理を始めるが、突如1人が発狂し、気づくと床一面が血の海に...！一体何が起きたのか！？ |
| 封印映像 『再恐スペシャル 2』                       | 2013年 012月04日 | 鬼塚リュウジン | 荒井佑         | 「怨念人形」 | 「封印映像2」収録 （収録時間14.5分／うち「封印映像2」収録時間9分） |
| 封印映像 『再恐スペシャル 2』                       | 2013年 012月04日 | 鬼塚リュウジン | 荒井佑         | 「ダンススタジオ」 | 「封印映像」収録 （収録時間14分／うち「封印映像」収録時間9分） |
| 封印映像 『再恐スペシャル 2』                       | 2013年 012月04日 | 鬼塚リュウジン | 荒井佑         | 「浮気調査」 | 「封印映像6」収録 （収録時間18.5分／うち「封印映像6」収録時間13.5分） |
| 封印映像 『再恐スペシャル 2』                       | 2013年 012月04日 | 鬼塚リュウジン | 荒井佑         | 「制服の怨念」 | 「封印映像9」収録 （収録時間14.5分／うち「封印映像9」収録時間10分） |
| 封印映像 『再恐スペシャル 2』                       | 2013年 012月04日 | 鬼塚リュウジン | 荒井佑         | 「かごめかごめ」 | 「封印映像4」収録 （収録時間16分／うち「封印映像4」収録時間10分） |
| 封印映像 『再恐スペシャル 2』                       | 2013年 012月04日 | 鬼塚リュウジン | 荒井佑         | *今までリリースされた「封印映像」シリーズからの投稿映像本編と新たな再検証・追加取材映像を収録しています *それぞれの投稿映像本編の後に再検証・追加取材映像（各4.5～6分）を収録しています | |
| 封印映像15 『廃墟の死霊』                           | 2014年 03月05日  | 鬼塚リュウジン | 荒井佑         | 「訴えるもの」 | 映画祭関係者から送られてきた、とある自主映画。完成度も高く、審査員の何人かは気に入っていたというが、上映不可能になったその理由とは...。 |
| 封印映像15 『廃墟の死霊』                           | 2014年 03月05日  | 鬼塚リュウジン | 荒井佑         | 「寝言」 | 睡眠時無呼吸症候群の疑いがあるため、夜寝ている自分を記録しようとカメラを設置した投稿者。そのカメラが捉えた、実に奇妙な光景とは...。 |
| 封印映像15 『廃墟の死霊』                           | 2014年 03月05日  | 鬼塚リュウジン | 荒井佑         | 「空き巣被害」 | 空巣被害に遭った女性が証拠の為に室内を撮影した映像。警察とも電話で会話しながら撮ったその映像の中に、ゾッとするものが映り込んでいた...。 |
| 封印映像15 『廃墟の死霊』                           | 2014年 03月05日  | 鬼塚リュウジン | 荒井佑         | 「橋の女」 | 乗り捨てられた車の中に放置されていたビデオカメラ。持ち主の手がかりになるかと、中身を確認したところ、衝撃的な映像が収められていた。 |
| 封印映像15 『廃墟の死霊』                           | 2014年 03月05日  | 鬼塚リュウジン | 荒井佑         | 「廃墟の死霊」 | 廃墟探訪が趣味という投稿者が、ネットで話題になっていた廃墟を訪れた際に、異様な光景を目にする...。 |
| 封印映像16 『八尺様の呪い』                         | 2014年 06月04日  | 鬼塚リュウジン | 荒井佑         | 「髪子さん」 | 20代男性からの投稿映像。友人の家を訪ねるも、不在。しかし鍵が開いていた。ふざけ半分で部屋に入ると、信じがたい友人の姿があった...。 |
| 封印映像16 『八尺様の呪い』                         | 2014年 06月04日  | 鬼塚リュウジン | 荒井佑         | 「憑き人」 | 芸能事務所で働いていた投稿者。あるバンドのプロモーション映像を作ろうと、バンドに密着して日常風景を撮影してたら...。 |
| 封印映像16 『八尺様の呪い』                         | 2014年 06月04日  | 鬼塚リュウジン | 荒井佑         | 「踏切」 | 家族が電車に 乗って楽しげに談笑している映像。小さい子どもが窓の外を眺める映像、その窓の向こうにありえない光景が映し出されていた...。 |
| 封印映像16 『八尺様の呪い』                         | 2014年 06月04日  | 鬼塚リュウジン | 荒井佑         | 「映り込み」 | ビデオブログを やっているという投稿者。引っ越したばかりの部屋でスマホで撮った写真を披露していると、そのケータイにありえないものが映り込む！ |
| 封印映像16 『八尺様の呪い』                         | 2014年 06月04日  | 鬼塚リュウジン | 荒井佑         | 「八尺様の呪い」 | 河原 でキャンプを楽しむ大学生たち。宿泊施設で談笑している大学生たちのうちひとりが「何かが聞こえる」と言い出し、窓の外を見ると...！ |
| 封印映像17 『けもの霊』                             | 2014年 07月02日  | 鬼塚リュウジン | 荒井佑         | 「人形の家」 | AVに応募してきた女に同行、女の自宅で撮影しようという企画だったが、家には奇妙な物体が置いてあり... |
| 封印映像17 『けもの霊』                             | 2014年 07月02日  | 鬼塚リュウジン | 荒井佑         | 「闇の墓場」 | カメラ部品製造工場に勤める投稿者からの映像。工場周辺で、気味の悪い赤いワンピースを着た女の目撃情報が相次ぎ...。 |
| 封印映像17 『けもの霊』                             | 2014年 07月02日  | 鬼塚リュウジン | 荒井佑         | 「白い着物」 | 車載カメラが捉えた映像。山道で白い布を発見し、拾おうと車を降りると、運転者の傍に写り込むナニかが...。 |
| 封印映像17 『けもの霊』                             | 2014年 07月02日  | 鬼塚リュウジン | 荒井佑         | 「公衆電話」 | とある公衆電話。深夜2時にある番号にかけると、霊界につながる、という噂を検証する若者たち。肝試しのつもりだったが...。 |
| 封印映像17 『けもの霊』                             | 2014年 07月02日  | 鬼塚リュウジン | 荒井佑         | 「けもの霊」 | 登山と楽しむ一行。楽しげな山間での様子を記録していたが、突如女が失踪。探しに行った男がなかなか戻らず、捜索に出ると異形の姿となった女がいた...！！ |
| 封印映像18 『人形の呪縛』                           | 2014年 08月02日  | 鬼塚リュウジン | 荒井佑         | 「呪われた階段」 | 新居に引っ越してきた夫婦が、深夜に響く音を不審に思い、監視カメラを設置する。するとそこにとんでもないモノが映り込む...！ |
| 封印映像18 『人形の呪縛』                           | 2014年 08月02日  | 鬼塚リュウジン | 荒井佑         | 「おつけものさん」 | 女子高生からの投稿映像。ちょっとした遊び心で「コックリさん」のような遊び「おつけものさん」をしている最中、ルールを破ってしまい...。 |
| 封印映像18 『人形の呪縛』                           | 2014年 08月02日  | 鬼塚リュウジン | 荒井佑         | 「忘れられた人々」 | TVの取材カメラが捉えた映像。深夜張り込み中、電源を落したはずのカメラが勝手に録画をスタートさせ、とんでもないモノを捉えていた...！ |
| 封印映像18 『人形の呪縛』                           | 2014年 08月02日  | 鬼塚リュウジン | 荒井佑         | 「除霊」 | オカルト雑誌の取材中、霊媒師が相談者の話を聞いていると、何者からの力によって、霊媒師が吹き飛ばされてしまう。騒然となんった現場は...。 |
| 封印映像18 『人形の呪縛』                           | 2014年 08月02日  | 鬼塚リュウジン | 荒井佑         | 「人形の呪縛」 | TVの企画番組で、お蔵入りになってしまった映像。母子の久しぶりの再会のはずだったのだが、娘はあるものを見て、態度を一変させる。 |
| 封印映像19 『トンネルの怨響』                       | 2015年 03月04日  | 鬼塚リュウジン | 荒井佑         | 「フォームチェック」 | 親子の風景を映した投稿映像。息子の野球の練習に付き合う微笑ましい風景が記録されていたが、それから程なくして、カメラは奇妙な様子を捉える...！ |
| 封印映像19 『トンネルの怨響』                       | 2015年 03月04日  | 鬼塚リュウジン | 荒井佑         | 「鏡中」 | 突然、行方不明になった姉の唯一の手がかりの携帯。中には姉が操作を誤って録画したと思われる驚愕の映像が残っていた...！ |
| 封印映像19 『トンネルの怨響』                       | 2015年 03月04日  | 鬼塚リュウジン | 荒井佑         | 「シタジキ」 | 投稿者が映像制作会社に勤めていた際に送られてきた心霊映像。その映像は薄暗く不鮮明に廃墟を映しているが、やがて撮影者は何かの気配を感じる... |
| 封印映像19 『トンネルの怨響』                       | 2015年 03月04日  | 鬼塚リュウジン | 荒井佑         | 「思春期の復讐」 | 送られてきた2枚のminiSDカード。そのうちの一枚には陰湿ないじめの様子が記録されていた。そしてもう一枚には衝撃的な映像が記録されていた... |
| 封印映像19 『トンネルの怨響』                       | 2015年 03月04日  | 鬼塚リュウジン | 荒井佑         | 「トンネルの怨響」 | とある映像制作会社で撮影されたVHSテープ。バラエティ番組のようで楽しげなムードで撮られているが、道中のトンネルの中でおぞましい光景を目撃する...！ |
| 封印映像20 『生け贄の霊説』                         | 2015年 06月03日  | 鬼塚リュウジン | 荒井佑         | 「カセットテープ」 | リサイクルショップで遊び半分に買った「カセットテープ（使用済み）1本10円」から聞こえてきた不気味な音。その様子を映した映像に不可解なものが映り込んでいた... |
| 封印映像20 『生け贄の霊説』                         | 2015年 06月03日  | 鬼塚リュウジン | 荒井佑         | 「線路沿い」 | 結婚式に参加できない人のメッセージを集める為に撮られた部屋の中の映像。電車の通過音が部屋中に響くと同時に大きな衝撃音と共に何かが窓に当たる... |
| 封印映像20 『生け贄の霊説』                         | 2015年 06月03日  | 鬼塚リュウジン | 荒井佑         | 「下げ屋」 | 即興で芝居をしている男性A、Bの映像。Bの背後に青白い顔の女性が映る。その恐ろしい理由とは？ |
| 封印映像20 『生け贄の霊説』                         | 2015年 06月03日  | 鬼塚リュウジン | 荒井佑         | 「非常階段」 | 投稿者が自ら撮った映像。『神隠し』に遭うと言われる廃墟ビルに心霊マニアの友人と行くが... |
| 封印映像20 『生け贄の霊説』                         | 2015年 06月03日  | 鬼塚リュウジン | 荒井佑         | 「生け贄の霊説」 | 田舎の観光地を楽しげに歩く2人の光景。ホタルを探しに群生地に向かうが、おぞましい事態が発生する... |
| 封印映像21 『霧の村の呪祭』                         | 2015年 07月03日  | 鬼塚リュウジン | 荒井佑         | 「インターホン」 | 友人の家に遊びに行った際に撮影された映像。迎えに行った際のわずかな留守の間に46件ものインターホン履歴―その映像には一人の女が映っていた... |
| 封印映像21 『霧の村の呪祭』                         | 2015年 07月03日  | 鬼塚リュウジン | 荒井佑         | 「即身仏の呪い」 | 霊が出るという噂の洞窟を撮影した映像。山道を進む3人におぞましい怨念が襲いかかる...！ |
| 封印映像21 『霧の村の呪祭』                         | 2015年 07月03日  | 鬼塚リュウジン | 荒井佑         | 「音声認識機能」 | 思い出を記録する為に撮影された微笑ましい家族の風景。祖父と孫が遊んでいたタブレットに突然、奇妙な現象が起こる... |
| 封印映像21 『霧の村の呪祭』                         | 2015年 07月03日  | 鬼塚リュウジン | 荒井佑         | 「砂浜」 | 暇を持て余した男同士のドライブ中に撮影された映像。深夜の海辺に座り込んでいる女に話しかけると... |
| 封印映像21 『霧の村の呪祭』                         | 2015年 07月03日  | 鬼塚リュウジン | 荒井佑         | 「霧の村の呪祭」 | ある出版社の企画でお蔵入りになった「奇祭」のラベルが貼られたテープ。取材で訪れた山村に迷い込んだスタッフに恐ろしい呪いが降りかかる...！ |
| 封印映像22 『心霊スポット探訪』                     | 2015年 08月05日  | 鬼塚リュウジン | 荒井佑         | 「ドライブレコーダー」 | タクシーの防犯カメラ映像。深夜2時半に乗り込んだ乗客に奇妙な現象が起こり始める... |
| 封印映像22 『心霊スポット探訪』                     | 2015年 08月05日  | 鬼塚リュウジン | 荒井佑         | 「石子詰」 | 高校卒業記念で未来の自分に宛てたビデオメッセージ。タイムカプセルを埋める場所を探していると、拳ほどの血痕が付いた石を見つけるが... |
| 封印映像22 『心霊スポット探訪』                     | 2015年 08月05日  | 鬼塚リュウジン | 荒井佑         | 「はなればなれ」 | 小さな地域のお祭りの様子が撮影された映像。活気づく会場に御神輿の後ろの隙間から不可解なものが映り込んでいた...！ |
| 封印映像22 『心霊スポット探訪』                     | 2015年 08月05日  | 鬼塚リュウジン | 荒井佑         | 「歪んだ女」 | 友達同士がはしゃぎ合う新年会の様子が記録されている映像。酔った勢いで花火を楽しむ2人。その背後にいるはずのない何かが映り込む...！ |
| 封印映像22 『心霊スポット探訪』                     | 2015年 08月05日  | 鬼塚リュウジン | 荒井佑         | 「心霊スポット探訪」 | 投稿者が自ら撮った映像。薄暗く不鮮明に廃墟を映しているが、やがて撮影者は何かの気配を感じる... |
| 封印映像23 『シャドーピープル』                     | 2016年 03月02日  | 鬼塚リュウジン | 荒井佑         | 「いちばんのファン」 | 某タレント事務所から流出した映像。熱狂的なファンから届いた贈り物に驚愕する！ |
| 封印映像23 『シャドーピープル』                     | 2016年 03月02日  | 鬼塚リュウジン | 荒井佑         | 「シャドーピープル」 | 自宅で撮影した映像。ホラー映画を鑑賞中に突如異変が起こり、カメラが衝撃の映像を捉える！ |
| 封印映像23 『シャドーピープル』                     | 2016年 03月02日  | 鬼塚リュウジン | 荒井佑         | 「深夜のいたずら」 | あるアパートの管理会社に勤めていた男性が入手した監視カメラの映像。深夜、定点カメラで撮影している映像に子供用のボールが転がってきて… |
| 封印映像23 『シャドーピープル』                     | 2016年 03月02日  | 鬼塚リュウジン | 荒井佑         | 「さがしもの」 | おもしろ半分で会社の同僚と撮影した映像。飲みに行った帰りに薄暗い交差点で何かが倒れている事に気付くが…。 |
| 封印映像23 『シャドーピープル』                     | 2016年 03月02日  | 鬼塚リュウジン | 荒井佑         | 「天井裏の呪念 再取材篇」 | 封印映像11に収録された「天井裏の呪念」。現場で再取材したところ怪現象が次々に起こり、封印スタッフにも異変が… |
| 封印映像24 『続・ひとりかくれんぼ』                 | 2016年 06月03日  | 鬼塚リュウジン | 荒井佑         | 「親孝行」 | 久しぶりに帰省した際に撮影した映像。室内には人の気配はなく、その時、風呂場から物音が… |
| 封印映像24 『続・ひとりかくれんぼ』                 | 2016年 06月03日  | 鬼塚リュウジン | 荒井佑         | 「練炭自殺 再取材編」 | 封印映像4に収録された「練炭自殺の現場」。行方が判らなかったかずみという女性の情報を掴み、事態は思わぬ方向へ… |
| 封印映像24 『続・ひとりかくれんぼ』                 | 2016年 06月03日  | 鬼塚リュウジン | 荒井佑         | 「夜の地下道」 | 夜の風景。地元に帰った時に投稿者が撮影した映像。人通りのない薄暗い地下道に入っていくと想像を絶する体験をすることに… |
| 封印映像24 『続・ひとりかくれんぼ』                 | 2016年 06月03日  | 鬼塚リュウジン | 荒井佑         | 「元カノに憑いた霊」 | 投稿者が当時付き合っていた彼女と撮った古い映像。2人が神社を巡っている最中、カメラに黒い歪んだ顔が映る！ |
| 封印映像24 『続・ひとりかくれんぼ』                 | 2016年 06月03日  | 鬼塚リュウジン | 荒井佑         | 「続・ひとりかくれんぼ」 | 封印映像12に収録された「ひとりかくれんぼ」。引き続き調査をしている中で、呪いがかかっていると話す女性に会うが… |
| 劇場版 封印映像25 『天井裏の呪念 除霊編』           | 2016年 07月02日  | 鬼塚リュウジン | 荒井佑         | 「続・赤ずきんちゃん」 | 封印映像10に収録された「赤ずきんちゃん」。エレベーターの中で男性がナイフで刺され重傷を負った事件で監視カメラは男性に襲い掛かる赤いレインコートの女を記録していた。その後の再取材で棲み家と思われる場所を発見するが…                                                                                            |
| 劇場版 封印映像25 『天井裏の呪念 除霊編』           | 2016年 07月02日  | 鬼塚リュウジン | 荒井佑         | 「盗撮者」 | 出版会社で編集の仕事をしていた男性からの2本の投稿映像。数か月前から連絡が取れなくなっている同僚の机の引き出しから見つかった映像の中身は数日間に渡り、ある女性宅の様子を映した盗撮映像だった。しかし映像には女性とは別の衝撃的なモノが映っていた…                                                               |
| 劇場版 封印映像25 『天井裏の呪念 除霊編』           | 2016年 07月02日  | 鬼塚リュウジン | 荒井佑         | 「天井裏の呪念 除霊編」 | 封印映像11に収録された「天井裏の呪念」、そして封印映像23に収録された「天井裏の呪念 再取材篇」では、封印スタッフにも次々と心霊現象が襲い掛かかったが、その後、あの場所に伝わる言い伝えを知ってる男性と連絡が繋がり、霊能力者とスタッフは除霊を行うことに。しかしあの場所で恐怖を超越した出来事が起こってしまう… |
| 劇場版 封印映像26 『ラブホテルの怨念 北関東〇〇県』 | 2016年 08月03日  | 鬼塚リュウジン | 荒井佑         | 「続・白い着物」 | 封印映像17に収録された「白い着物」で車載カメラが捉えた白い着物を身に纏った女性の姿と視聴者から多数の問い合わせがあった車窓に映ったこちらを覗き込む人物の姿。その不可解な現象の再調査の為、映像が撮影された場所に霊能者と共に再び撮影現場に訪れるが、そこは無闇に踏み入ってはいけない場所だった…                |
| 劇場版 封印映像26 『ラブホテルの怨念 北関東〇〇県』 | 2016年 08月03日  | 鬼塚リュウジン | 荒井佑         | 「幼馴染」 | 久しぶりに高校時代の同級生と会った時に撮影した微笑ましい映像。昔よく３人で遊んでた廃墟に行くことになるが、建物内を探索していくうちに、やがて奇妙な音が聞こえてくる。すると次から次へと不可解な現象が起こる！                                                                                                   |
| 劇場版 封印映像26 『ラブホテルの怨念 北関東〇〇県』 | 2016年 08月03日  | 鬼塚リュウジン | 荒井佑         | 「ラブホテルの怨念 北関東〇〇県」 | 高級デリバリーヘルスの風俗店に勤めていた男性から入手した映像。水着の撮影中にそこにはいるはずのない“もう1人”の気配が…映像の関係者を取材するなかで、封印映像5に収録された「ラブホテルの怨念」との共通点を見つけるが…                                                                                             |
| 封印映像27 『結婚呪い コープスブライド』            | 2017年 03月03日  | 鬼塚リュウジン | 荒井佑         | 「地下施設」 | あるオカルト研究家の方から送られてきた映像。とある研究施設内に映り込んだ奇怪なモノに驚愕する… |
| 封印映像27 『結婚呪い コープスブライド』            | 2017年 03月03日  | 鬼塚リュウジン | 荒井佑         | 「川釣り」 | 大学の夏休みで川釣りに行った時に撮影した映像。釣り上げた魚の中から出てきたモノとは… |
| 封印映像27 『結婚呪い コープスブライド』            | 2017年 03月03日  | 鬼塚リュウジン | 荒井佑         | 「差出人不明」 | 差出人不明の映像。2人組が民家に押入るのを記録した映像には衝撃映像の数々が映り込んでいた！ |
| 封印映像27 『結婚呪い コープスブライド』            | 2017年 03月03日  | 鬼塚リュウジン | 荒井佑         | 「SNS」 | 友人の引越し祝いで遊びに行った時に撮影した映像。家に来る途中にあった廃屋の写真をSNSで共有すると、不可解な現象が起こる！ |
| 封印映像27 『結婚呪い コープスブライド』            | 2017年 03月03日  | 鬼塚リュウジン | 荒井佑         | 「結婚呪い コープスブライド」 | 【閲覧注意！】友人の結婚祝いの為に集めたお祝いメッセージの中に、お祝いではなく戦慄の呪術が記録されていた！ |
| 封印映像28 『幽霊アプリ』                           | 2017年 05月02日  | 鬼塚リュウジン | 荒井佑         | 「エレベーター」 | エレベーター内に設置された監視カメラの映像。何かから逃げるようにひどく脅えた様子で女性が乗り込んでくるが、映像は不可解な現象を映していた！ |
| 封印映像28 『幽霊アプリ』                           | 2017年 05月02日  | 鬼塚リュウジン | 荒井佑         | 「千九山」 | 男性2人で山道を歩く映像。間もなく日も落ちる為、下山を決めた2人の前に衝撃的な物が映り込む！ |
| 封印映像28 『幽霊アプリ』                           | 2017年 05月02日  | 鬼塚リュウジン | 荒井佑         | 「死身」 | 親子で家族旅行の際に撮影した微笑ましい光景。道中、子供を車に残して父親が飲み物を買いに行って戻ると子供の姿がなくなっていた。更にカメラは不可解なモノを映す。 |
| 封印映像28 『幽霊アプリ』                           | 2017年 05月02日  | 鬼塚リュウジン | 荒井佑         | 「幽霊アプリ」 | 友達の家に遊びに行った時に撮った映像。幽霊を探知するアプリを起動するが、ある場所に強く反応する！ |
| 封印映像29 『池のほとりの蓮美さん』                 | 2017年 06月02日  | 鬼塚リュウジン | 荒井佑         | 「クレーム処理」 | お客様相談室の監視カメラ映像。クレーム対応をしていた従業員が突如、異様な行動を起こす！ |
| 封印映像29 『池のほとりの蓮美さん』                 | 2017年 06月02日  | 鬼塚リュウジン | 荒井佑         | 「竹やぶ」 | 友人との里帰りを撮った映像。楽しいはずの彼女たちを襲う異界のモノとは… |
| 封印映像29 『池のほとりの蓮美さん』                 | 2017年 06月02日  | 鬼塚リュウジン | 荒井佑         | 「恋人たちの晩餐」 | 恋人へのサプライズを記録する撮影者の映像。しかし撮影者が捉えたのは恐ろしい参事だった！ |
| 封印映像29 『池のほとりの蓮美さん』                 | 2017年 06月02日  | 鬼塚リュウジン | 荒井佑         | 「池のほとりの蓮美さん」 | 友人と昆虫採集の様子を収めた映像。そこには異様な女が捉えられていた！ |
| 封印映像30 『シャドーピープル 包帯少女』            | 2017年 07月05日  | 鬼塚リュウジン | 荒井佑         | 「さっちゃん」 | 実家を取り壊すことになり、最後の記念に撮った映像。誰もいるはずのない押入れから物音が… |
| 封印映像30 『シャドーピープル 包帯少女』            | 2017年 07月05日  | 鬼塚リュウジン | 荒井佑         | 「ダム湖」 | ダム湖で釣りを楽しむ様子を捉えた映像。帰り道、背後から投稿者を襲う異質なモノとは！ |
| 封印映像30 『シャドーピープル 包帯少女』            | 2017年 07月05日  | 鬼塚リュウジン | 荒井佑         | 「離苦悲唄」 | 民謡に関する問い合わせと一緒に送られてきた映像。女性がゆったりとした民謡を歌い始めると次々と奇怪な現象が起こる！ |
| 封印映像30 『シャドーピープル 包帯少女』            | 2017年 07月05日  | 鬼塚リュウジン | 荒井佑         | 「シャドーピープル 包帯少女」 | マンションの監視カメラの映像。深夜、廊下に黒い人影が映る。霊能力者ジョンに霊視を求めるが… |
| 封印映像31 『監死カメラ』                           | 2017年 08月02日  | 鬼塚リュウジン | 荒井佑         | 「あいのり」 | ネット配信用に心霊スポットに行って撮影した映像。噂の場所で心霊現象を捉えた事を喜ぶが… |
| 封印映像31 『監死カメラ』                           | 2017年 08月02日  | 鬼塚リュウジン | 荒井佑         | 「レシピブログ」 | ブログ投稿用にオリジナルのレシピを撮影した映像。料理を始めて間もなく異変が起こる！ |
| 封印映像31 『監死カメラ』                           | 2017年 08月02日  | 鬼塚リュウジン | 荒井佑         | 「獣人の怨念」 | 地方で農家をしている男性から送られてきた獣害の記録映像。そこにはショッキングな映像が捉えられていた！ |
| 封印映像31 『監死カメラ』                           | 2017年 08月02日  | 鬼塚リュウジン | 荒井佑         | 「監死カメラ」 | 昔の彼女が撮った映像。自分の部屋が盗撮配信されている映像を記録しているが、そこには悍ましい光景が映し出されていた！ |
| 封印映像32 『呪いの生き人形／長身の男』             | 2017年 012月02日 | 鬼塚リュウジン | 荒井佑         | 「呪いの生き人形 その①」 | 誕生日に撮影された映像。神社で拾った人形をプレゼントするが、その時カメラは不可解な現象を捉える！ |
| 封印映像32 『呪いの生き人形／長身の男』             | 2017年 012月02日 | 鬼塚リュウジン | 荒井佑         | 「呪いの生き人形 その②」 | 封印映像若手スタッフが神社に人形を返しに行くことに。取材中、霊を撮影してしまう！ |
| 封印映像32 『呪いの生き人形／長身の男』             | 2017年 012月02日 | 鬼塚リュウジン | 荒井佑         | 「長身の男 その①」 | お笑いコントの練習を映した投稿映像。不審な部分を発見し取材を行うことに。映像に映った謎の人影とは！ |
| 封印映像32 『呪いの生き人形／長身の男』             | 2017年 012月02日 | 鬼塚リュウジン | 荒井佑         | 「長身の男 その②」 | 投稿映像に映っていた謎の人影。過去の投稿映像にも似たようなものが映っているものを発見。 その場所へ再取材で訪れた封印映像スタッフが取り乱すほどの恐怖に遭遇する。 |
| 封印映像33 『呪われた地下アイドル』                 | 2018年 03月02日  | 鬼塚リュウジン | 荒井佑         | 「音鳴り」 | 婚約を決めたカップルの両親に向けたビデオメッセージ映像。撮影中に空室のはずの隣から物音が・・・ |
| 封印映像33 『呪われた地下アイドル』                 | 2018年 03月02日  | 鬼塚リュウジン | 荒井佑         | 「曰く付き」 | 番組取材で撮られた映像。事故物件に住む女性の部屋に行くことになるが、想像を絶する現象に遭遇する・・・ |
| 封印映像33 『呪われた地下アイドル』                 | 2018年 03月02日  | 鬼塚リュウジン | 荒井佑         | 「メリーさん」 | 心霊マニアからの投稿。男3人が山道をドライブしているとカーブに佇む女性を発見するが・・・ |
| 封印映像33 『呪われた地下アイドル』                 | 2018年 03月02日  | 鬼塚リュウジン | 荒井佑         | 「呪われた地下アイドル」 | 制作会社の御蔵映像。お金を払ってアイドルとデートしているところを隠しカメラで撮影中にとんでもない事態に遭遇する！ |
| 封印映像34 『ひよいくぐり』                         | 2018年 05月初旬  | 鬼塚リュウジン | 荒井佑         | 「ひびわれ」 | 引っ越した記念に撮影した映像。妻を記録する映像にある異変が・・・ |
| 封印映像34 『ひよいくぐり』                         | 2018年 05月初旬  | 鬼塚リュウジン | 荒井佑         | 「見えるんです」 | 精神を病んだ女性の記録映像。風呂場から聞こえる異音と記録された奇異。そこには衝撃的な事実が隠されていた・・・ |
| 封印映像34 『ひよいくぐり』                         | 2018年 05月初旬  | 鬼塚リュウジン | 荒井佑         | 「犬のおもちゃ」 | 乳児を撮影している映像。犬のおもちゃで遊ぶ微笑ましい映像に怪奇現象が映る！ |
| 封印映像34 『ひよいくぐり』                         | 2018年 05月初旬  | 鬼塚リュウジン | 荒井佑         | 「ひよいくぐり」 | 古地図研究会の記録映像。封印されていた伝説が境界線を越えてしまった学生に襲い掛かる！ |
| 封印映像35 『心霊パパラッチ』                       | 2018年 06月初旬  | 鬼塚リュウジン | 荒井佑         | 「心霊パパラッチ」 | 心霊映像業者からの提供映像。お金目当てで心霊スポットに撮影しに行った業者が捉えてしまったモノとは・・・ |
| 封印映像35 『心霊パパラッチ』                       | 2018年 06月初旬  | 鬼塚リュウジン | 荒井佑         | 「泥の人」 | 男女３名がハイキングで撮った投稿映像。楽しげな様子で撮影しているが、この中の１名が霊に取り憑かれてしまう！ |
| 封印映像35 『心霊パパラッチ』                       | 2018年 06月初旬  | 鬼塚リュウジン | 荒井佑         | 「帰れなかった霊体」 | リフォーム業者が撮影した廃墟の映像。不気味なビルで次々におきる怪奇現象。そこに映り込んだ異界の者達とは・・・ |
| 封印映像35 『心霊パパラッチ』                       | 2018年 06月初旬  | 鬼塚リュウジン | 荒井佑         | 「ボウボウ」 | 学生による投稿映像。そこには偶然、公園で撮影された火の玉が映っていた。その場所に封印映像スタッフが向かうと、突如何かが襲い掛かる！ |
| 封印映像36 『きれいになりたい』                     | 2018年 07月04日  | 鬼塚リュウジン | 荒井佑         | 「タイムカプセル」 | 同級生の友達で中学時代に埋めたタイムカプセルを掘り起こした際に撮った映像。楽しい思い出になるはずが恐怖のイベントへと変わってしまう・・・ |
| 封印映像36 『きれいになりたい』                     | 2018年 07月04日  | 鬼塚リュウジン | 荒井佑         | 「指が好きな女」 | 久しぶりに会った友人と飲んでいる様子を収めた映像。盛り上がった2人は友人が泊まるホテルに女性を呼ぶが・・・ |
| 封印映像36 『きれいになりたい』                     | 2018年 07月04日  | 鬼塚リュウジン | 荒井佑         | 「シンクロニシティ」 | 友人の誕生日を2人でお祝いしている様子を撮影した映像。友人が誕生日ケーキのロウソクを消した後、体調が急変する・・・ |
| 封印映像36 『きれいになりたい』                     | 2018年 07月04日  | 鬼塚リュウジン | 荒井佑         | 「きれいになりたい」 | 2人組のネットアイドルが芸能活動の一環として撮影された映像。ファンから送られてきた和櫛が悲劇を生む！ |
| 封印映像37 『廃工場に蠢く』                         | 2018年 08月03日  | 鬼塚リュウジン | 荒井佑         | 「脱皮」 | 中学同窓会帰りの記録映像。飲み直そうと友人と家に帰る途中、つけてきたのは〇〇だった！！ |
| 封印映像37 『廃工場に蠢く』                         | 2018年 08月03日  | 鬼塚リュウジン | 荒井佑         | 「廃工場に蠢く」 | Vシネマのロケハンで訪れた廃工場を撮影した映像。そこに響く不気味な音を聴いた男女に次々不可解な現象が襲い掛かる！ |
| 封印映像37 『廃工場に蠢く』                         | 2018年 08月03日  | 鬼塚リュウジン | 荒井佑         | 「宝物箱」 | 親に買ってもらったスマホで同級生Ｒが隠した宝物箱を探している映像。見つけた箱に入っていた小さなビニール袋を持ち帰るとある異変が・・・ |
| 封印映像37 『廃工場に蠢く』                         | 2018年 08月03日  | 鬼塚リュウジン | 荒井佑         | 「呪界の記録」 | オカルト系の雑誌などで活動しているフリーのライターが関係者から譲り受けた映像。地元の大学生カップルが肝試し中に闇に消えた一部始終が収められていた！ |
| 封印映像38 『心霊スポット案内人』                   | 2018年 012月05日 | 鬼塚リュウジン | 荒井佑         | 「トレーニングの代償」 | トレーニングジムで起こった不可解な現象を調査するが... |
| 封印映像38 『心霊スポット案内人』                   | 2018年 012月05日 | 鬼塚リュウジン | 荒井佑         | 「心霊スポット案内人」 | 怪しい投稿者に心霊スポットへ案内される封印映像若手スタッフ。そして玉置が追いつめられていく！ |
| 封印映像38 『心霊スポット案内人』                   | 2018年 012月05日 | 鬼塚リュウジン | 荒井佑         | 「隣人トラブル」 | 生後まもない赤ちゃんの異変を捉えた映像。投稿者の隣人の男を追っていくと衝撃的な事実が！ |
| 封印映像38 『心霊スポット案内人』                   | 2018年 012月05日 | 鬼塚リュウジン | 荒井佑         | 「ピアノ発表会」 | ピアノ発表のコンサート会場で母が娘を記録した映像。そこには衝撃的な霊象が記録されていた... |
| 封印映像39 『都市伝説 赤シャツの男』                | 2019年 03月02日  | 鬼塚リュウジン | 荒井佑         | 「アナログテレビ」 | とある心霊スポットに肝試しに行った時に撮影した映像。廃墟を訪れた投稿者たちを襲う異界のモノの姿とは！ |
| 封印映像39 『都市伝説 赤シャツの男』                | 2019年 03月02日  | 鬼塚リュウジン | 荒井佑         | 「浮遊する魂」 | クラスメイトの友人男性が撮影した映像。休みの日に集まることになり、投稿者の部屋にやってきた友人男性は徐々に奇妙な行動を取り始める・・・ |
| 封印映像39 『都市伝説 赤シャツの男』                | 2019年 03月02日  | 鬼塚リュウジン | 荒井佑         | 「うらない」 | ルームシェアをしている友人を撮影した映像。深夜に部屋で奇妙な行動を取る友人は謎の占い師の影響か、それとも・・・ |
| 封印映像39 『都市伝説 赤シャツの男』                | 2019年 03月02日  | 鬼塚リュウジン | 荒井佑         | 「都市伝説 赤シャツの男」 | ふたつの投稿映像に映り込む謎の赤シャツの男。取材班が辿り着いた驚愕の真実とは！ |
| 封印映像40 『怨送り』                               | 2019年 04月026日 | 鬼塚リュウジン | 荒井佑         | 「トマソン」 | どこにも繋がっていない階段や不必要な扉などを撮影するのが趣味の男の映像。ある建物の塞がれた扉から突如、叩く音が響き渡る！ |
| 封印映像40 『怨送り』                               | 2019年 04月026日 | 鬼塚リュウジン | 荒井佑         | 「撮り鉄」 | 鉄道マニアからの投稿映像。電車を待っているとトンネルから血塗れの男が！？無人駅で映り込む怪異！ |
| 封印映像40 『怨送り』                               | 2019年 04月026日 | 鬼塚リュウジン | 荒井佑         | 「ビニラー」 | アングラメーカーの流出映像。ビニールで覆われた部屋で、謎の女に襲われる！ |
| 封印映像40 『怨送り』                               | 2019年 04月026日 | 鬼塚リュウジン | 荒井佑         | 「怨送り」 | 高校時代の同級生３人が家に集まって何気なく撮影した映像。次々と起こる不幸にジョン氏による除霊が行われる！ |
| 封印映像41 『田中』                                 | 2019年 06月05日  | 鬼塚リュウジン | 荒井佑         | 「ツーリング」 | 人気のツーリングコースを訪れた投稿者の映像。そこにはありえな現象が捉えれていた！ |
| 封印映像41 『田中』                                 | 2019年 06月05日  | 鬼塚リュウジン | 荒井佑         | 「お葬式」 | 投稿者の実家で娘が撮影した映像。そこには日本に伝わる風習に関係する惨劇が・・・ |
| 封印映像41 『田中』                                 | 2019年 06月05日  | 鬼塚リュウジン | 荒井佑         | 「ビデオレター」 | 亡き父のビデオレターに映る異形の者。連鎖する心霊に隠された驚愕の真実とは！ |
| 封印映像41 『田中』                                 | 2019年 06月05日  | 鬼塚リュウジン | 荒井佑         | 「田中」 | ホラーマニアが撮影した投稿映像。事故物件で待ち受けていた鳥肌級の恐怖・・・ |
| 封印映像42 『死水』                                 | 2019年 07月03日  | 鬼塚リュウジン | 荒井佑         | 「泣く女」 | デリバリーマッサージを呼んだ際にカメラを回した時の映像。不穏な雰囲気を持つ女性が到着するが、その驚愕の正体とは！ |
| 封印映像42 『死水』                                 | 2019年 07月03日  | 鬼塚リュウジン | 荒井佑         | 「お手入れさん」 | オカルトに関する情報を発信している女性の投稿。突然ＤＭに届いたという映像には、ある女子高生が都市伝説を検証する姿が・・・ |
| 封印映像42 『死水』                                 | 2019年 07月03日  | 鬼塚リュウジン | 荒井佑         | 「アメダマリ」 | 投稿者が数年前に付き合ってた女性との楽しげな様子を記録した映像。不思議な水たまりに映る不気味なモノとは・・・ |
| 封印映像42 『死水』                                 | 2019年 07月03日  | 鬼塚リュウジン | 荒井佑         | 「死水」 | 学生から投稿された映像。友人のお見舞いで家に訪れた際に記録したその映像に霊能者ジョン氏さえも言い知れぬ恐怖を感じる・・・ |
| 封印映像43 『御井戸様』                             | 2019年 08月02日  | 鬼塚リュウジン | 荒井佑         | 「ブランコ」 | ナンパに失敗して意気消沈で帰路に着く様子を撮影した映像。怪音に導かれ公園に辿り着く投稿者たちを襲うモノの正体とは！？ |
| 封印映像43 『御井戸様』                             | 2019年 08月02日  | 鬼塚リュウジン | 荒井佑         | 「古民家探し」 | ある女性からの投稿映像。田舎の物件探しの記録用として撮影した映像には、体調が悪くなり倒れてしまった自分の姿と映ってはいけないモノが・・・ |
| 封印映像43 『御井戸様』                             | 2019年 08月02日  | 鬼塚リュウジン | 荒井佑         | 「サバイバルゲーム」 | 地方の森でサバイバルゲームをした際の映像。山中で仲間を見失い探すが、その場所は曰く付きの場所だった！ |
| 封印映像43 『御井戸様』                             | 2019年 08月02日  | 鬼塚リュウジン | 荒井佑         | 「御井戸様」 | 民俗学を研究するサークルに所属していた男性からの投稿。フィールドワークとして訪れたある地方で撮影した映像には、説明がつかない驚愕の光景が映っていた！ |
| 封印映像44 『寄生虫』                               | 2019年 012月04日 | 鬼塚リュウジン | 荒井佑         | 「道連れの場所」 | 女子高生から送られてきた投稿映像。そこにはある学校の屋上で起きた衝撃の光景が映っていた！ |
| 封印映像44 『寄生虫』                               | 2019年 012月04日 | 鬼塚リュウジン | 荒井佑         | 「心霊スポット案内人2」 | 前回、怪しい投稿者に心霊スポットへ案内されその場に靴を落とした玉置の携帯に靴の画像と父子の映像が送られてくる。その目的とは？！ |
| 封印映像44 『寄生虫』                               | 2019年 012月04日 | 鬼塚リュウジン | 荒井佑         | 「二口女」 | 不審な女がごみ捨て場を漁っている映像。現場に張り込んだ玉置がついに都市伝説を捉える！ |
| 封印映像44 『寄生虫』                               | 2019年 012月04日 | 鬼塚リュウジン | 荒井佑         | 「寄生虫」 | 封印映像スタッフ山口が友人から相談を受け取材に行くが、友人の身に起きた想像を絶する怪奇に遭遇する！ |
| 封印映像45 『抜苦与楽』                             | 2020年 03月05日  | 鬼塚リュウジン | 荒井佑         | 「海の家」 | 恋人との楽しげな海水浴の映像。彼女の悲鳴が幸せな時間を打ち砕く！ |
| 封印映像45 『抜苦与楽』                             | 2020年 03月05日  | 鬼塚リュウジン | 荒井佑         | 「ヤドカリ」 | 怪しげな女性を連れて投稿者の家に現れた古い友人。隠しカメラは異様な儀式を捉える・・・ |
| 封印映像45 『抜苦与楽』                             | 2020年 03月05日  | 鬼塚リュウジン | 荒井佑         | 「ヒッチハイク」 | 偶然出会ったヒッチハイクをする女性。それが投稿者の恐怖体験の始まりだった！ |
| 封印映像45 『抜苦与楽』                             | 2020年 03月05日  | 鬼塚リュウジン | 荒井佑         | 「抜苦与楽」 | アパートでの異変に気付いた投稿者。カメラが捉えたのは驚愕の光景だった！ |
| 封印映像46 『くりかえ死』                           | 2020年 05月02日  | 鬼塚リュウジン | 荒井佑         | 「佐々木（仮）」 | オカルト好きの友人に頼まれて撮影した映像。安易な気持ちで行った心霊スポットで彼らを襲う恐怖の連鎖！ |
| 封印映像46 『くりかえ死』                           | 2020年 05月02日  | 鬼塚リュウジン | 荒井佑         | 「四角い跡」 | ある心霊番組の企画でアイドルによる廃墟探訪を撮った映像。カメラは怪奇現象の数々を捉える！ |
| 封印映像46 『くりかえ死』                           | 2020年 05月02日  | 鬼塚リュウジン | 荒井佑         | 「ヨリシロ」 | 清掃ボランティアの記録用に撮影した映像。奇妙な欠片を持ち帰った家で驚愕の恐怖体験をする！ |
| 封印映像46 『くりかえ死』                           | 2020年 05月02日  | 鬼塚リュウジン | 荒井佑         | 「くりかえ死」 | 友人と肝試しに行った時に撮影した映像。廃墟でカメラが捉えたのは死の記録だった！！ |
| 封印映像47 『おうまがどき』                         | 2020年 06月03日  | 鬼塚リュウジン | 荒井佑         | 「開封動画」 | ネットに上げる為に撮影したイヤホンの開封動画。そこに映り込む異物と記録された音声を徹底分析した衝撃の結果とは！ |
| 封印映像47 『おうまがどき』                         | 2020年 06月03日  | 鬼塚リュウジン | 荒井佑         | 「おうまがどき」 | 不動産会社に勤めていた投稿者が撮影した映像。早く家を売りたいと訴え、奇妙な行動を取る男性に憑くモノとは・・・ |
| 封印映像47 『おうまがどき』                         | 2020年 06月03日  | 鬼塚リュウジン | 荒井佑         | 「癒しの滝」 | 休日に友人と滝を訪れた際に撮影した映像。突然体調不良を訴える友人。その滝には驚愕の事実が隠されていた！！ |
| 封印映像47 『おうまがどき』                         | 2020年 06月03日  | 鬼塚リュウジン | 荒井佑         | 「単身赴任」 | 差出人不明の投稿映像。そこには夫の浮気の証拠を撮影しようとした妻が遭遇した恐ろしい怪異が映っていた！ |
| 封印映像48 『真っ赤な風船』                         | 2020年 07月03日  | 鬼塚リュウジン | 荒井佑         | 「やさしい看護師さん」 | 投稿者の友人が病院で撮影した映像。余命宣告され眠れない夜が続く友人に襲い掛かる驚愕の体験! |
| 封印映像48 『真っ赤な風船』                         | 2020年 07月03日  | 鬼塚リュウジン | 荒井佑         | 「野菜泥棒」 | 防犯の為に畑に設置した防犯カメラの映像。映り込んだのは夜な夜な現れ、野菜を盗む怪しい人影。それはこの世のモノではない衝撃の光景だった! |
| 封印映像48 『真っ赤な風船』                         | 2020年 07月03日  | 鬼塚リュウジン | 荒井佑         | 「着席」 | 市民会館にあるホールで管理人が撮影した映像。誰もいないはずのホールに突如響き渡る怪音と映り込んだ怪異とは! |
| 封印映像48 『真っ赤な風船』                         | 2020年 07月03日  | 鬼塚リュウジン | 荒井佑         | 「真っ赤な風船」 | お寺に持ち込まれた映像。そこには赤い風船によって苦しめられる撮影者の姿が。撮影された部屋で霊能力者中深迫氏による除霊が行われるが・・・ |
| 封印映像49 『暗黒の走者 前編』                      | 2020年 08月05日  | 鬼塚リュウジン | 荒井佑         | 「ぬれよめじょ」 | 映像制作会社に勤める投稿者からの映像。若手ディレクターがオーディションをした新人女優に誘われ、家について行くが・・・ |
| 封印映像49 『暗黒の走者 前編』                      | 2020年 08月05日  | 鬼塚リュウジン | 荒井佑         | 「指導死」 | 高校時代に撮影したダンス部の記録映像。仲が良かったはずの部員がささいなことで不協和音に。そこにはいるはずのないもう一人の少女が映る! |
| 封印映像49 『暗黒の走者 前編』                      | 2020年 08月05日  | 鬼塚リュウジン | 荒井佑         | 「ゴミ屋敷」 | 不用品回収業者が撮影した映像。ゴミ屋敷を清掃中に映ってしまった鳥肌級の異形とは! |
| 封印映像49 『暗黒の走者 前編』                      | 2020年 08月05日  | 鬼塚リュウジン | 荒井佑         | 「暗黒の走者 前編」 | ランニングの練習風景を撮影した映像。練習中に霊障に襲われる撮影者たち。ジョン氏による霊視が行われるがその時、田中にも異変が・・・ |
| 封印映像50 『暗黒の走者 後編』                      | 2020年 012月02日 | 鬼塚リュウジン | 荒井佑         | 「心霊スポット案内人3」 | ディレクター夏目氏が送ってきた映像。それが玉置たちを襲う恐怖の始まりだった・・・ |
| 封印映像50 『暗黒の走者 後編』                      | 2020年 012月02日 | 鬼塚リュウジン | 荒井佑         | 「心霊スポット案内人4」 | 救世主現る! 霊媒師ボンディエ氏が謎を解く！Ｋこと片山の正体が今解き明かされる！ |
| 封印映像50 『暗黒の走者 後編』                      | 2020年 012月02日 | 鬼塚リュウジン | 荒井佑         | 「自殺の名所」 | カップルが山で遭遇した首吊り死体。謎のマークが意味するモノとは！？ |
| 封印映像50 『暗黒の走者 後編』                      | 2020年 012月02日 | 鬼塚リュウジン | 荒井佑         | 「暗黒の走者 後編」 | 失踪した田中を救うためジョン氏が立ち上がる！封印映像史上もっとも危険な戦いが始まる！ |
| 封印映像51 『ココデミテル』                         | 2021年 03月03日  | 鬼塚リュウジン | 荒井佑         | 「リモート飲み会」 | 男三人のリモート飲み会の様子を記録した映像。突然Aが苦しみ、4つ目の画面に出現した不可解の現象とは！ |
| 封印映像51 『ココデミテル』                         | 2021年 03月03日  | 鬼塚リュウジン | 荒井佑         | 「訪問介護」 | 介護を受ける男性を撮影した映像。男性の首を絞める異界のモノとは！ |
| 封印映像51 『ココデミテル』                         | 2021年 03月03日  | 鬼塚リュウジン | 荒井佑         | 「観察日記」 | 家の柱に生えた奇妙な植物。観察を続ける男性に襲い掛かる衝撃の恐怖！ |
| 封印映像51 『ココデミテル』                         | 2021年 03月03日  | 鬼塚リュウジン | 荒井佑         | 「ココデミテル」 | ストーカーが盗撮した映像に映る亡霊。取材する田中を待ち受けていた戦慄の怪異! |
| 封印映像52 『心霊処理場』                           | 2021年 04月028日 | 鬼塚リュウジン | 荒井佑         | 「黒髪の同居人」 | 地方局が制作したドキュメンタリー番組の映像。カメラが捉えたのは異界のモノの姿だった！ |
| 封印映像52 『心霊処理場』                           | 2021年 04月028日 | 鬼塚リュウジン | 荒井佑         | 「おいかけっこ」 | 心霊スポットを訪れた投稿者たち。そこに一人の少女が現れて・・・ |
| 封印映像52 『心霊処理場』                           | 2021年 04月028日 | 鬼塚リュウジン | 荒井佑         | 「縫い付ける女」 | クレーマー女の家から助けを求める声。撮影者が目撃するおぞましい行為とは！ |
| 封印映像52 『心霊処理場』                           | 2021年 04月028日 | 鬼塚リュウジン | 荒井佑         | 「心霊処理場」 | 心霊マニアと共に廃墟を訪れた封印映像スタッフ。そこで遭遇する怪奇現象に恐怖する・・・ |
| 封印映像53                                          |                  | 鬼塚リュウジン | 荒井佑         | | |
| 封印映像54                                          |                  | 鬼塚リュウジン | 荒井佑         | | |
| 封印映像55                                          |                  | 鬼塚リュウジン | 荒井佑         | | |
| 封印映像56                                          |                  | 鬼塚リュウジン | 荒井佑         | | |
| 封印映像57                                          |                  | 鬼塚リュウジン | 荒井佑         | | |
| 封印映像58                                          |                  | 鬼塚リュウジン | 荒井佑         | | |
| 封印映像59                                          |                  | 鬼塚リュウジン | 荒井佑         | | |
| 封印映像60                                          |                  | 鬼塚リュウジン | 荒井佑         | | |
| 封印映像61                                          |                  | 鬼塚リュウジン | 荒井佑         | | |
| 封印映像62                                          |                  | 鬼塚リュウジン | 荒井佑         | | |
| 封印映像63                                          |                  | 鬼塚リュウジン | 荒井佑         | | |
| 封印映像64                                          |                  | 鬼塚リュウジン | 荒井佑         | | |
| 封印映像65                                          |                  | 鬼塚リュウジン | 荒井佑         | | |
| 封印映像66                                          |                  | 鬼塚リュウジン | 荒井佑         | | |
| 封印映像67                                          |                  | 鬼塚リュウジン | 荒井佑         | | |
| 封印映像68                                          |                  | 鬼塚リュウジン | 荒井佑         | | |

## CSでの放送
CSのファミリー劇場「オカルトフライデー」枠内である毎週金曜日から土曜日の夜間に放送している。